# Ruée vers l'or en Nouvelle-Zélande
 (janvier 2022).
Si vous disposez d'ouvrages ou d'articles de référence ou si vous connaissez des sites web de qualité traitant du thème abordé ici, merci de compléter l'article en donnant les références utiles à sa vérifiabilité et en les liant à la section « Notes et références ».
La ruée vers l'or en Nouvelle-Zélande a duré durant trois années de 1864 à 1867. 

## Ruée vers l'or en Nouvelle-Zélande sur la côte de l'île du Sud
De l'or est trouvé, en 1864, près de la rivière Taramakau, située dans le nord-ouest de l’Île du Sud de la Nouvelle-Zélande dans la région de la West Coast, dans le district de Westland, Deux Maoris, Ihaia Tainui et Haimona Taukau découvrent les premières pépites. En 1865-1866, de l'or est découvert à Okarito, dans la Bruce Bay (en), autour de Charleston et le long de la rivière Grey. Un net accroissement des populations s'est ensuivi dans les principales villes Westport, Greymouth et Hokitika. 

### Ruée vers l'or de Hunt
Bruce Bay a été le lieu de la ruée en 1866, le prospecteur Albert Hunt ayant trouvé de l'or à Greenstone, près de Hokitika. Il parvint à obtenir une concession à environ 10 km au sud de la baie et à 15 km à l'intérieur des terres. Il a été discrédité par 500 prospecteurs d'Ōkārito qui, le 26 mars 1866, le contraignirent à donner satisfaction à leurs revendications. Leur mouvement fut rejoint par 1 500 prospecteurs qui campaient à Bruce Bay. Dans la baie, le directeur Price a été menacé et lors de l'émeute de cette nuit-là, six magasins de fortune ont été démolis et saccagés. Le jour suivant, Price fit prêter serment à des agents spéciaux à Ōkārito. Les meneurs, William Quinlan et William Ryan, ont été inculpés à Hokitika pour avoir causé des dommages d'un montant évalué à 664 £ sur des propriétés. Les plaintes furent classées sans suite car les magasins étaient tous implantés sur des terrains loués[réf. nécessaire].

### Conséquences

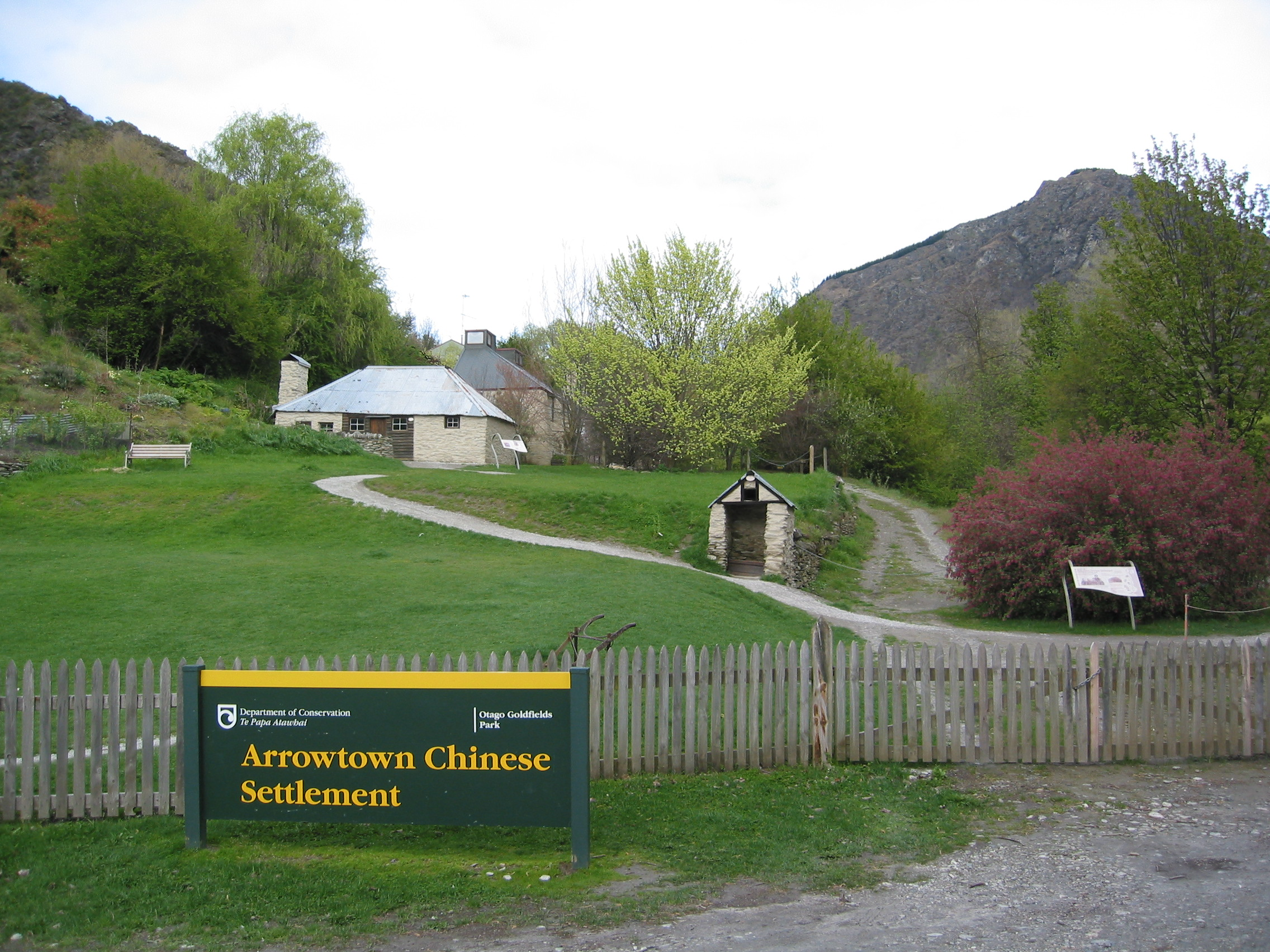
Camp des mineurs chinois d'Arrowtown.

Plusieurs doléances ont été enregistrées sur la côte et à l'intérieur des terres de Ōkārito (alors le troisième port et centre de Westland) à Bruce Bay, avec une population totale de plus de 3 000 habitants et une production maximale en juin 1866 de plus de 12 000 onces d'or. Les plus grands cantons au sud d'Ōkārito étaient Five Mile Beach et Gillespies avec respectivement quarante et onze magasins. Mais les travaux de plage et kārito se sont effondrés à la fin de 1866, après une course sur la Banque de Nouvelle-Zélande à Ōkārito et Ross en juillet,.

## Ruée vers l'or du centre d'Otago
La ruée vers l'or du centre d'Otago (souvent appelée la ruée vers l'or d'Otago) est une ruée vers l'or qui s'est produite en 1860, dans le centre d'Otago. Ce fut la plus grande découverte d'or du pays qui a conduit à un afflux rapide de mineurs dans la région. Beaucoup étaient des vétérans en provenance des sites aurifères en Californie et en Australie[réf. nécessaire].

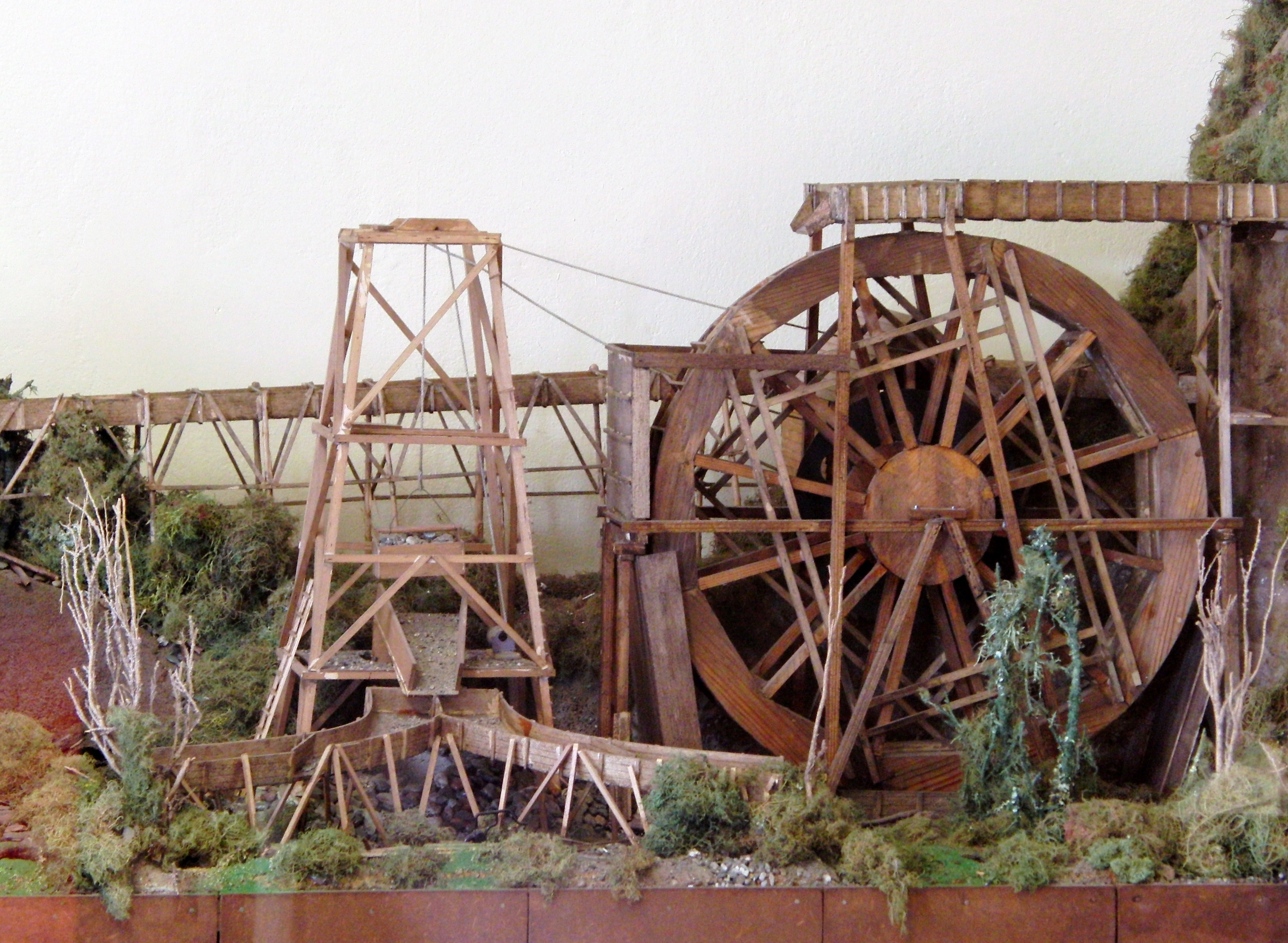
Arrowtown, équipement d'extraction d'or (maquette).

## Ruées vers l'or dans la péninsule de Coromandel
Les ruées vers l'or dans la péninsule de Coromandel, autour des villes voisines de Thames et de Waihi, ont connu un relatif succès au XIXe siècle. Quelques traces d'or avaient été décelées en 1842, d'autres près de Coromandel en 1852; et d'autres plus importantes en août 1867 près de la ville de Thames. Il en résulta une grande spéculation sur les terrains et de nombreux mineurs partirent pour le Queensland. Le déclin de la production d'or dura jusqu'en 1890[réf. nécessaire].